# Tika Sumpter
Euphemia LatiQue Sumpter, detta Tika, (New York, 20 giugno 1980) è un'attrice, modella e cantante statunitense, nota principalmente per aver interpretata Maddie Wachowski nella serie live-action di Sonic the Hedgehog (Sonic - Il film, Sonic 2 - Il film, Knuckles e Sonic 3 - Il film).

## Biografia e carriera
Nasce a Hollis, nel Queens, da Janice Acquista e Arthur Curtis Sumpter; i genitori divorziano quando ha 13 anni e lei resta a vivere con la madre. Frequenta il Marymount Manhattan College, dove si specializza in Comunicazioni, studiando poi recitazione al The Weist Barron Acting Studio.
Figlia di una famiglia di musicisti, inizia a cantare a 18 anni, fondando il duo femminile Twise, e firma un contratto della durata di un anno con la Universal Records. All'età di 17 anni, mentre lavora come cameriera al night club di New York Life, il suo capo, Steven Lewis, la incoraggia a perseguire il suo sogno di diventare attrice. L'uomo le organizza un colloquio con un'agenzia di moda e Sumpter comincia a fare la modella, apparendo in diverse pubblicità per Hewlett-Packard, Cascade, Lowe's Home Improvement e per il profumo Curve di Liz Claiborne. Prende parte anche a numerose campagne di servizio pubblico, come Truth, contro le sigarette, e un'altra sull'AIDS insieme all'artista hip-hop Common; è anche in alcuni film educativi che vengono trasmessi nei licei di tutta la nazione e che affrontano la gravidanza, il sesso, la droga, la pressione esercitata dai coetanei e tutti i problemi che generalmente accompagnano la crescita. Nel frattempo, studia recitazione con Larkin Malloy ai Graystone Studios e con Marc Jones.
Nell'estate del 2004, a Los Angeles, co-presenta la serie Best Friend's Date, ottenendo, l'anno successivo, il ruolo di Layla Williamson nella soap Una vita da vivere dopo numerosi e severi turni di audizioni. Per questo ruolo, viene candidata come Best Actress in a Daytime Series al NAACP Image Award nel 2008. Nel 2006 interpreta Paint the World nel CD One Life, Many Voices insieme agli altri membri del cast di Una vita da vivere per aiutare le vittime dell'uragano Katrina.
Nel 2010 interpreta Nikki nel film Stepping 2 - La strada del successo. Da gennaio a maggio 2011, Sumpter compare in Gossip Girl come Raina Thorpe, interesse amoroso prima di Chuck Bass e poi di Nate Archibald. Sempre nel 2011 interpreta la fidanzata del cantante Jason Derulo nel video della canzone It Girl.
Nel 2012 ha il suo primo ruolo cinematografico importante in Sparkle - La luce del successo e ad aprile viene annunciata la sua partecipazione alla serie televisiva Being Mary Jane, prevista per il 2014.
Nel 2013 è presente nei film My Man Is a Loser e Tyler Perry's A Madea Christmas, mentre a gennaio del 2014 esce un'altra pellicola, Poliziotto in prova. Sempre nel 2013 partecipa alla serie televisiva The Haves and the Have Nots.
Dal 10 luglio 2016 è membro onorario della fratellanza Alpha Kappa Alpha.
Nel 2016 interpreta il ruolo di una Michelle Obama giovane nel film Ti amo Presidente, del quale è anche co-produttrice, per la regia di Richard Tanne, che, presentato al Sundance Film Festival 2016, riceve positive valutazioni dalla critica.
Nel 2019 ottiene il ruolo di Maddie Wachowski nel film Sonic - Il film, diretto da Jeff Fowler, uscito nelle sale cinematografiche del 2020. L'attrice è stata confermata anche per il sequel di Sonic, previsto nelle sale per l'aprile 2022, e stavolta riprenderà il suo ruolo nella miniserie televisiva spin-off su Paramount+ Knuckles e nel terzo film (previsto nelle sale per il dicembre 2024).

## Vita privata
Nel 2022 ha sposato l'attore Nicholas James.

## Filmografia

### Cinema
- Stepping 2 - La strada del successo, regia di Rob Hardy (2010)
- Salt, regia di Phillip Noyce (2010)
- Whisper Me a Lullaby, regia di Christina Vinsick (2011)
- (S)Ex List (What's Your Number?), regia di Mark Mylod (2011)
- Think Like a Man, regia di Tim Story (2012)
- Sparkle - La luce del successo (Sparkle), regia di Salim Akil (2012)
- Tyler Perry's A Madea Christmas, regia di Tyler Perry (2013)
- My Man Is a Loser, regia di Mike Young (2013)
- Get on Up - La storia di James Brown (Get on Up), regia di Tate Taylor (2014)
- Poliziotto in prova (Ride Along), regia di Tim Story (2014)
- Un poliziotto ancora in prova (Ride Along 2), regia di Tim Story (2016)
- Ti amo Presidente (Southside with You), regia di Richard Tanne (2016)
- Old Man & the Gun (The Old Man & the Gun), regia di David Lowery (2018)
- Inganni online (Nobody's Fool), regia di Tyler Perry (2018)
- An Acceptable Loss - Decisione estrema (An Acceptable Loss), regia di Joe Chappelle (2019)
- Sonic - Il film (Sonic the Hedgehog), regia di Jeff Fowler (2020)
- Sonic 2 - Il film (Sonic the Hedgehog 2), regia di Jeff Fowler (2022)
- Sonic 3 - Il film (Sonic the Hedgehog 3), regia di Jeff Fowler (2024)
- The Underdoggs, regia di Charles Stone III (2024)

### Televisione
- Una vita da vivere (One Life to Live) – serial TV, 234 puntate (2005-2011)
- Law & Order - Unità vittime speciali (Law & Order: Special Victim Unit) – serie TV, episodio 7x17 (2006)
- Gossip Girl – serie TV, 11 episodi (2011)
- The Game – serie TV, 9 episodi (2011-2012)
- The Haves and the Have Nots – serie TV, 16 episodi (2013)
- Being Mary Jane – serie TV (2014)
- Bessie – film TV, regia di Dee Rees (2015)
- Mixed-ish – serie TV (2019-2021)
- Knuckles – miniserie televisiva (2024)

## Doppiatrici italiane
Nelle versioni in italiano nelle opere in cui ha recitato, Tika Sumpter è stata doppiata da:
- Laura Facchin in Sonic - Il film, Sonic 2 - Il film, Knuckles, Sonic 3 - Il film
- Myriam Catania in Poliziotto in prova, Un poliziotto ancora in prova, The Underdoggs
- Angela Brusa in Old Man & the Gun, Inganni Online
- Cinzia Villari in Sparkle - La luce del successo
- Maria Giulia Ciucci in Get on Up - La storia di James Brown
- Domitilla D'Amico in Gossip Girl
- Alessia Cacciotti in (S)Ex List